# گانس (کالیفرنیا)
گانس (به انگلیسی: Ganns) یک منطقهٔ مسکونی در ایالات متحده آمریکا است که در شهرستان کالاوراس، کالیفرنیا واقع شده‌است. گانس ۲٬۰۵۵ متر بالاتر از سطح دریا واقع شده‌است.